# Drepanopteridae
Famille
Les Drepanopteridae sont une famille fossile d'Euryptérides, un groupe d'Arthropodes Chélicérates communément appelés « scorpions de mer ». C'est l'une des trois familles de la super-famille des Hibbertopteroidea (avec les Hibbertopteridae et les Mycteropidae) qui, à son tour, est l'une des quatre super-familles classées dans le sous-ordre des Stylonurina.

## Présentation
Lors de sa création, la famille diffère alors de la famille des Stylonuridae, à laquelle ses membres ont toujours été associés, par la forme caractéristique de son métastome. Contrairement au métastome allongé et étroit des Stylonuridae, profondément entaillé sur la partie antérieure et tronqué à l'extrémité postérieure, celui des Drepanopteridae est atypique et du même type que celui des Eurypteridae, c'est-à-dire ovale et en forme de cœur sur la partie antérieure.

## Liste des genres
Selon GBIF (2 novembre 2023) :
- † Drepanopterus Laurie, 1893
- † Vinetopterus Poschmann & Tetlie, 2004

## Classification
La famille des Drepanopteridae est créée en 1966 par l'arachnologue et paléontologue américain Erik Norman Kjellesvig-Waering et avec comme genre type Drepanopterus.

### Publication originale
- (en) Erik Norman Kjellesvig-Waering, « A Revision of the Families and Genera of the Stylonuracea (Eurypterida) », Fieldiana, Geology, vol. 14, no 9,‎ 1966 (DOI 10.5962/bhl.title.5219, lire en ligne)